# Godefroid de Basse-Lotharingie
Godefroid Ier de Metz encore appelé Godefroy de Juliers, mort en 964, est comte de Hainaut de 958 à 964 et vice-duc de Basse-Lotharingie de 959 à 964. Il est fils de Godefroid de Juliers († 949), comte palatin de Lotharingie, et d'Ermentrude, fille de Charles III de France.

## Biographie
Son père, membre de la famille de Matfrides, est fils de Gérard Ier, comte de Metz, et d'Oda de Saxe, veuve du roi Zwentibold et sœur d'Henri Ier l’Oiseleur, roi de Germanie.
Par sa tante Oda de Metz, mariée à Gothelon, comte de Bidgau et de Methingau, il est cousin germain de Godefroid Ier le Captif, comte de Verdun.
En 958, Brunon de Cologne, duc de Lotharingie, lui donne le Hainaut après avoir mis fin à la révolte du comte Régnier III lequel est exilé.
En 959, la Lotharingie ayant connu depuis soixante ans de nombreuses révoltes, le duc Brunon décide de diviser ce duché en deux, la Basse-Lotharingie et la Haute-Lotharingie. Il confie le gouvernement de la Basse-Lotharingie à Godefroid, qui est fait vice-duc de Basse-Lotharingie. En 962, il reçoit également le Julichgau.
Il accompagne l'empereur Otton Ier en lutte contre le roi Bérenger II d'Italie (père d'Aubert Ier d'Italie), mais meurt d'une épidémie à Rome en 964.
Il semble le père de Godefroid II et d'Arnould de Florennes-(Rumigny).

## Sources
- (de) Gottfried, herzog von Niederlothringen.